# Észak-Korea himnusza
A Koreai Népi Demokratikus Köztársaság himnusza (hangul: 조선민주주의인민공화국 국가, handzsa: 朝鮮民主主義人民共和國 國歌, RR: Choson Minjujuui Inmin Konghwaguk Kukka), 2024 előtti címén Egukka (hangul: 애국가, handzsa: 愛國歌, RR: Aegukka, ’hazafias dal’) Észak-Korea nemzeti himnusza. Szövegét Pak Szejong (박세영, Pak Se-yeong) (1902–1989) írta, zenéjét Kim Vongjun (김원균, Kim Won-gyun) (1917–2002) szerezte.
1946 és 1948 között a történelmi Korea himnuszának szövegét használták, amelyet az Auld Lang Syne című dalra énekeltek. 1948-ban már nem énekelték a szövegét, csak a dallamát játszották le nyilvános eseményeken. 1948-tól Pak Szejong (박세영, Pak Se-yeong) Egukka (Aegukka) című, Acshimun pinnara (Achimun bitnara) („Reggel, ragyogj fel!”) verse lett Észak-Korea himnusza, Kim Vongjun (김원균, Kim Won-gyun) megzenésítésével.
2024 februárjában politikai nyomásra az eredeti címet egy sokkal általánosabbra cserélték, illetve a himnusz szövegét megváltoztatták, kikerült belőle a „szamcshon ri” (삼천리, „samcheon ri”), „3000 ri” kifejezés, mely a Koreai-félsziget teljes hosszára, azaz az egyesített Koreára utalt. Az új verzióban helyette az i szeszang (이 세상, i sesang) („e világ”) kifejezés szerepel. Dél-Korea himnusza ugyancsak tartalmazza a 3000 ri kifejezést.

## Szövege (2024-től)
| Versszak | Koreaiul | Magyaros átírásban | McCune–Reischauer-féle átírással |
| -------- | --- | --- | --- |
| 1        | 아침은 빛나라 이 강산 은금에 자원도 가득한 이 세상 아름다운 내 조국 반만년 오랜 력사에 찬란한 문화로 자라난 슬기론 인민의 이 영광 몸과 맘 다 바쳐 이 조선 길이 받드세 | Acshimun pinnara i kangszan Ungume csavondo kadukhan I szeszang arumdaun ne csoguk Panmannjon oren rjokszae Cshallanhan munhvaro csaranan Szulgiron inmini i jonggvang Momgva mam ta pacshjo i Csoszon Kiri pattusze | Ach'imŭn pinnara i kangsan Ŭn'gŭme chawŏndo kadŭkhan I sesang arŭmdaun nae choguk Panmannyŏn oraen ryŏksaë Ch'allanhan munhwaro charanan Sŭlgiron inminŭi i yŏnggwang Momgwa mam ta pach'yŏ i chosŏn Kiri pattŭse |
| 2        | 백두산 기상을 다 안고 근로의 정신은 깃들어 진리로 뭉쳐진 억센 뜻 온 세계 앞서 나가리 솟는 힘 노도도 내밀어 인민의 뜻으로 선 나라 한없이 부강하는 이 조선 길이 빛내세  | Pektuszan kiszangul ta ango Kulloi csongsinun kitturo Csilliro mungcshjodzsin okszen ttut On szegje apszo nagari Szonnun him nododo nemiro Inmini ttuszuro szon nara Hanopsi puganghanun i Csoszon Kiri pinnesze     | Paektusan kisangŭl ta anko Kŭlloŭi chŏngsinŭn kittŭrŏ Chilliro mungch'yŏjin ŏksen ttŭt On segye apsŏ nagari Sonnŭn him nododo naemirŏ Inminŭi ttŭsŭro sŏn nara Hanŏpsi puganghanŭn i chosŏn Kiri pinnaese         |

## Szövege (1948–2024)
| Versszak | Koreaiul | Magyaros átírásban | McCune–Reischauer-féle átírással |
| -------- | --- | --- | --- |
| 1        | 아침은 빛나라 이 강산 은금에 자원도 가득한 삼천리 아름다운 내 조국 반만년 오랜 력사에 찬란한 문화로 자라난 슬기론 인민의 이 영광 몸과 맘 다 바쳐 이 조선 길이 받드세 | Acshimun pinnara i kangszan Ungume csavondo kadukhan Szamcshonri arumdaun ne csoguk Panmannjon oren rjokszae Cshallanhan munhvaro csaranan Szulgiron inmini i jonggvang Momgva mam ta pacshjo i Csoszon Kiri pattusze | Ach'imŭn pinnara i kangsan Ŭn'gŭme chawŏndo kadŭkhan Samch'ŏlli arŭmdaun nae choguk Panmannyŏn oraen ryŏksaë Ch'allanhan munhwaro charanan Sŭlgiron inminŭi i yŏnggwang Momgwa mam ta pach'yŏ i chosŏn Kiri pattŭse |
| 2        | 백두산 기상을 다 안고 근로의 정신은 깃들어 진리로 뭉쳐진 억센 뜻 온 세계 앞서 나가리 솟는 힘 노도도 내밀어 인민의 뜻으로 선 나라 한없이 부강하는 이 조선 길이 빛내세 | Pektuszan kiszangul ta ango Kulloi csongsinun kitturo Csilliro mungcshjodzsin okszen ttut On szegje apszo nagari Szonnun him nododo nemiro Inmini ttuszuro szon nara Hanopsi puganghanun i Csoszon Kiri pinnesze      | Paektusan kisangŭl ta anko Kŭlloŭi chŏngsinŭn kittŭrŏ Chilliro mungch'yŏjin ŏksen ttŭt On segye apsŏ nagari Sonnŭn him nododo naemirŏ Inminŭi ttŭsŭro sŏn nara Hanŏpsi puganghanŭn i chosŏn Kiri pinnaese           |